# Boštjan Cesar
Boštjan Cesar (Liubliana, 9 de julio de 1982) es un exfutbolista y entrenador esloveno. Jugaba de defensa, fue internacional con Eslovenia 102 veces y marcó diez goles, participó en la Copa Mundial de Fútbol de 2010 y desde junio de 2025 está sin equipo tras dirigir al N. K. Maribor.

## Trayectoria

### Como jugador
Boštjan Cesar nació en Liubliana, Eslovenia (antigua República Federal Socialista de Yugoslavia). Empezó su carrera futbolística en las categorías inferiores de un equipo de su ciudad natal, el NK Olimpija Ljubljana.
En 2000 firmó un contrato profesional con el Dinamo de Zagreb croata.
Ante la falta de oportunidades el club decidió cederlo en 2001 al NK Croatia Sesvete con el fin de que ganara experiencia.
Al año siguiente regresó al Dinamo de Zagreb. En esta época conquistó un título de Liga y dos de Copa. También gana dos Supercopas de Croacia.
En 2004 se marchó cedido un año al que fuera su club cuando era juvenil, el NK Olimpija Ljubljana de Eslovenia.
Al año siguiente se marchó a Francia para jugar con el Olympique de Marsella. Debuta en la Ligue 1 el 18 de septiembre en el partido Marsella 2-1 Troyes. Alcanzó la final de la Copa de Francia en 2006, aunque finalmente el título fue a parar al París Saint-Germain, que se impuso en la final por dos goles a uno. Al año siguiente su equipo repitió final de Copa de Francia, esta vez frente al FC Sochaux, que se llevó el título ganando en la tanda de penaltis.
Jugó muy poco en esa época y el club decide cederlo durante la temporada 2007-08 al West Bromwich Albion F. C. inglés. Debuta en liga el 23 de octubre en la victoria por dos goles a uno frente al Blackpool FC. Ese año ayuda al equipo a conseguir el ascenso a la FA Premier League.
En verano de 2008 Boštjan Cesar regresó al Olympique de Marsella. Al invierno siguiente firmó un contrato de dos años y medio con el Grenoble Foot 38.
El 23 de noviembre de 2010 el organismo disciplinario de la liga italiana decidió multar a Samuel Eto'o con 3 partidos de sanción y 30 000 € por un cabezazo que le propinó el jugador en el partido contra el Chievo en la temporada 2010-11 del Calcio, al igual que hiciera Zinedine Zidane en la final de la Copa Mundial de Fútbol de 2006 y a la postre su último partido profesional. Según el entrenador del Inter de Milán, Rafa Benítez, Eto'o le propinó poco antes un manotazo en el cuello pero no fue sanciondo.

### Como entrenador
Empezó dirigiendo en la selecciones sub-18 y sub-19 de Eslovenia. Posteriormente fue entrenador asistente en la selección absoluta, cargo que dejó en octubre de 2024 para entrenar al N. K. Maribor con un contrato hasta 2027. Sin embargo, a final de temporada se marchó tras clasificar al equipo en segunda posición y clasificándolo para competiciones europeas.

## Selección nacional
Fue internacional con la selección de fútbol de Eslovenia en 102 ocasiones. Su debut como internacional se produjo el 23 de enero de 2003 en un partido contra Rusia.

### Participaciones en Copas del Mundo
| Mundial                        | Sede      | Resultado    | Partidos | Goles |
| ------------------------------ | --------- | ------------ | -------- | ----- |
| Copa Mundial de Fútbol de 2010 | Sudáfrica | Primera fase | 3        | 0     |

## Clubes

### Como jugador
| Club                                | País       | Año       |
| ----------------------------------- | ---------- | --------- |
| G. N. K. Dinamo Zagreb              | Croacia    | 2000-2005 |
| N. K. Croatia Sesvete (cedido)      | Croacia    | 2001      |
| N. K. Olimpija Ljubljana (cedido)   | Eslovenia  | 2004      |
| Olympique de Marsella               | Francia    | 2005-2008 |
| West Bromwich Albion F. C. (cedido) | Inglaterra | 2007-2008 |
| Grenoble Foot 38                    | Francia    | 2009-2010 |
| A. C. ChievoVerona                  | Italia     | 2010-2020 |

### Como entrenador
| Club             | País      | Año       |
| ---------------- | --------- | --------- |
| Eslovenia sub-18 | Eslovenia | 2021      |
| Eslovenia sub-19 | Eslovenia | 2021      |
| N. K. Maribor    | Eslovenia | 2024-2025 |

## Palmarés

### Títulos nacionales
| Título                  | Club                   | País    | Año  |
| ----------------------- | ---------------------- | ------- | ---- |
| Copa de Croacia         | G. N. K. Dinamo Zagreb | Croacia | 2002 |
| Supercopa de Croacia    | G. N. K. Dinamo Zagreb | Croacia | 2002 |
| Primera Liga de Croacia | G. N. K. Dinamo Zagreb | Croacia | 2003 |
| Supercopa de Croacia    | G. N. K. Dinamo Zagreb | Croacia | 2003 |
| Copa de Croacia         | G. N. K. Dinamo Zagreb | Croacia | 2004 |